# Nagrada Splitsko-dalmatinske županije
| Godina | za životno djelo                                                                       | osobna nagrada                                                                          | skupna nagrada |
| ------ | -------------------------------------------------------------------------------------- | --------------------------------------------------------------------------------------- | --- |
| 1996.  | Red sestara sv. Križa, Vis Ivo Grabovac Juraj Buzolić Kruno Prijatelj Goran Ivanišević |                                                                                         | |
| 1997.  | msgr. Frane Franić Ljubo Stipišić                                                      | Ivo Pervan Mirjana Lučić fra Josip Soldo Branimir Lukšić Ratomir Kliškić                | Jadroplov Književni krug Split Hvarsko pučko kazalište |
| 1998.  | fra Petar Bezina Boris Dvornik                                                         | Stipe Božić Joško Markotić Pavle Marović Mate Šimundić mons. Drago Šimundža             | Centar za odgoj i obrazovanje Slava Raškaj Dom za djecu Maestral Zbor Splitski liječnici pjevači |
| 1999.  | Stanislava Adamić Nives Štambuk-Giljanović                                             | Veljko Barbieri don Josip Franulić Božena Martinčević Drago Pavić msgr Slobodan Štambuk | Vokalni ansambl Chorus Spalatensis Klapa Sinj tvrtka Pomak |
| 2000.  | Ivo Grabovac fra Vjeko Vrčić                                                           | Ivan Bilić MilanGlibota Igor Brešan fra Gabrijel Hrvatin Jurišić don Joško Šantić       | Nadbiskupsko sjemenište Split Narodna glazba Trogir GŠK Mravince-Dalmacijacement |
| 2001.  | fra Karlo Jurišić č. s. Marija od Presvetog Srca Anka Petričević                       | Livio Balarin Ivo Banović Danica Božić-Bužančić Stipan Janković Vicko (Vinko) Šoljan    | Hrvatski puhački orkestar Gradska glazba Imotski Hrvatsko planinarsko društvo Mosor Nakladna kuća Laus |
| 2002.  | Ivan Bošković fra Kruno Vukšić                                                         | Kuzma Kovačić Matko Trebotić                                                            | Gradski muški pjevački zbor Brodosplit OŠ Bijaći Središnji nacionalni stožer za obranu digniteta Domovinskog rata |
| 2003.  | don Božidar Medvid Ivan Mužić                                                          | Vedran Mlikota fra Zoran Kutleša Šandor Lingli Petar Metličić Ivano Balić               | Hrvatska gorska služba spašavanja Pučki pjevači Stari Grad Udruga tjelesnih invalida Toms, Trogir |
| 2004.  | Ante Ivanković Anđelko Novaković (posmrtno)                                            | fra Dinko Bošnjak fra Ivan Jukić Duško Lozina Blanka Vlašić Zlatko Ževrnja              | Osnovna škola Majstor Radovan, Trogir Udruga Hrvatskih vojnih invalida Domovinskog rata Mesna industrija Braća Pivac |
| 2005.  | Andrija Bartulić (posmrtno)                                                            | Jakša Fiamengo Bože Mimica don Vjekoslav Pavlinović Mirko Tomasović fra Luka Tomašević  | Hrvatska glazbena mladež iz Splita HVK Gusar HKUD Proložac KUD Jedinstvo iz Splita Osnovna škola Ostrog iz Kaštel Lukšića |
| 2006.  | Frane Matošić Matko Trebotić Davor Domančić (posmrtno)                                 | Joško Kalilić Kažimir Hraste Milan Lakoš č. s. Servacija Anđelka Mateljan Mario Ančić   | Udruga osoba s invaliditetom Split Udruga Most Festival dalmatinskih klapa Omiš Školski vjesnik Udruga hrvatskih dragovoljaca i veterana Domovinskog rata SDŽ |
| 2007.  | Veljko Rogošić Branko Šegović Petar Šimunović                                          | Boris Buklijaš Bosiljka Bulović Jelena Eranović Jurica Gizdić Ivan Glibota              | Klapa Cambi iz Kaštela Klub liječenih alkoholičara Split Udruga dragovoljaca i veterana Domovinskog rata Republike Hrvatske, podružnica SDŽ Udruga hrvatskih branitelja - dragovoljaca Domovinskog rata - podružnica SDŽ Zadružni savez Dalmacije                       |
| 2008.  | don Josip Čorić Karlo Grenc Petar Grisogono                                            | Vinko Bajrović Antun Sviličić fra Frane Bilokapić Mladen Vuković Luka Tomić             | Škola likovnih umjetnosti u Splitu Boksački klub Klis Hrvatska gradska glazba Stari Grad Dobrovoljno vatrogasno društvo Sinj Udruga Žena ženi prijatelj |
| 2009.  | msgr Ante Jurić Duško Kečkemet Edo Pezzi                                               | Boris Burić – Gena Marinko Ćavar fra Josip Marcelić Tihomir Radić Sanja Župa            | Centar borilačkih športova Pit Bull Dječji zbor Srdelice, Split Hrvatska gradska glazba Vis Ragbi klub Nada Zajednica udruga hrvatskih vojnih invalida Domovinskog rata SDŽ                                                                                             |
| 2010.  | Vinko (Vicko) Šoljan Drago Štambuk Ivan Vujević                                        | Miljenko Grgić Ivan Kljaković Gašpić Ante Raos Karlo Reitober Yolanda Tabak Raibaldi    | Udruga Hrvatsko društvo logoraša srpskih koncentracijskih logora − Podružnica SDŽ Glasilo Imotska krajina Samostan sv. Klare Split Udruga SAnus Split Eskadrila transportnih helikoptera Divulje                                                                        |
| 2011.  | Ivna Bućan fra Vicko Kapitanović Ratomir Kliškić                                       | Duško Božinović Elza Jurun fra Mirko Marić Mate Smolčić                                 | HNK Hajduk Split Humanitarna udruga Ivan Merz Klub dobrovoljnih darovatelja krvi Brodosplit Udruga veterana 4. gardijske brigade Županijski savez školskog športa SDŽ                                                                                                   |
| 2012.  | Nenad Gaćina Mirko Tomasović don Lovre Žuljević Mikas                                  | Maja Budrović Ivanka Luetić Boban Ivica Luetić Ilija Protuđer Goran Sučić               | Gradska glazba Sinj Gradska glazba Zvonimir − Solin HNK Val Donja Kaštela Udruga specijalne jedinice policije BATT Split |
| 2013.  | Emilio Marin Ivan Pavić Vicko Sviličić                                                 | Pjero Baranović Ojdana Koharević Dragan Ljutić Petar Malbaša Špiro Žižić                | HNK Trogir KUD Salona Solin Odbojkaški klub invalida Split (OKI Split) Odsjek za intervencijsku kardiologiju Kliničkog odjela za bolesti srca i krvnih žila, KBC Split Udruga Zvjezdano selo Mosor                                                                      |
| 2014.  | Josip Jović fra Gabrijel Hrvatin Jurišić Mario Nepo Kuzmanić                           | Silvana Ćurković sestra Ema Damjanović Marija Dujmić Mirjana Korljan Božo Lazibat       | Klub dobrovoljnih darivatelja krvi Policijske uprave splitsko-dalmatinske Kuglački klub Marjan Mješoviti zbor mladih i komorni orkestar Gospe od Zdravlja Split Škola za dizajn, grafiku i održivu gradnju Split Udruga hrvatskih branitelja Veterani 126. brigade Sinj |
| 2015.  | Branimir Lukšić (posmrtno) fra Marijan Mate Mandac Anđelko Rađa                        | Ivica Bašić Pear Fabjanović Ivan Kozlica Nikola Listeš Nenad Vrandečić                  | Caritas Splitsko-makarske nadbiskupije Udruga oboljelih od kolagenoza Split Udruga veterana Domovinskog rata 158. brigade i 6. domobranske pukovnije Hrvatske vojske Vaterpolski klub Jadran Split Viteško alkarsko društvo Sinj                                        |
| 2016.  | Marija Jović (posmrtno) Mate Matas Mile Vidović                                        | č. s. Darija Ivka Bota Ivan Grljušić Ivan Ugrin Ana Zaninović Lucija Zaninović          | Plivački klub Cipal, Split Sinjsko pučko kazalište Osmijeh - udruga roditelja djece s posebnim potrebama, Vrgorac Udruga veterana i prijatelja 141. brigade HV-a Uruga za očuvanje zavičajne baštine Slivno, Slivno                                                     |
| 2017.  | Davorin Rudolf Ivan Šimunović Borben Uglešić                                           | Petar Buljević Ivan Jakšić Ante Omazić Stanislav Piplović Marija Županović              | KUU Sv. Kliment, Gornje Sitno Ronilačko-ekološki klub HVIDR-a Split Športska sekcija liječnici tenisači Hrvatskoga liječničkog zbora - podružnice Split Sveučilište u Splitu Udruga veterana Domovinskog rata 114. brigade HV-a                                         |
| 2018.  | Cynthia Hansell-Bakić Anđelko Mrkonjić Slobodan Štambuk                                | Ivana Jurčević Ana Lešina Mirko Matijaš Vlatko Perković Vlado Sunko                     | Gradski zbor Brodosplit, Split DVD Dalmacija Dugi Rat Podvodno istraživački klub Mornar Split Udruga branitelja vetereana Domovinskog rata 72. bojne Franjevačka provincija Presvetog Otkupitelja                                                                       |
| 2022.  | Antun Tonći Baranović Ivan Glibota Ratomir Tvrdić                                      | Frane Bešker Ivica Pivačić Radoslav Tomić Stipe Valenta Željko Viculin                  | Bratovština Gospe od zdravlja Udruge sveti Lovro - zajednica Cenacolo Dragovoljačko-braniteljska udruga “Stina pradidova Klub žena liječenih na dojci Split Kuglački klub “Mertojak” Kulturno društvo “Kvadrilja” Trogir                                                |